# Leiophron provancheri
Leiophron provancheri är en stekelart som beskrevs av Loan 1974. Leiophron provancheri ingår i släktet Leiophron och familjen bracksteklar. Inga underarter finns listade i Catalogue of Life.